# 豊岡盆地

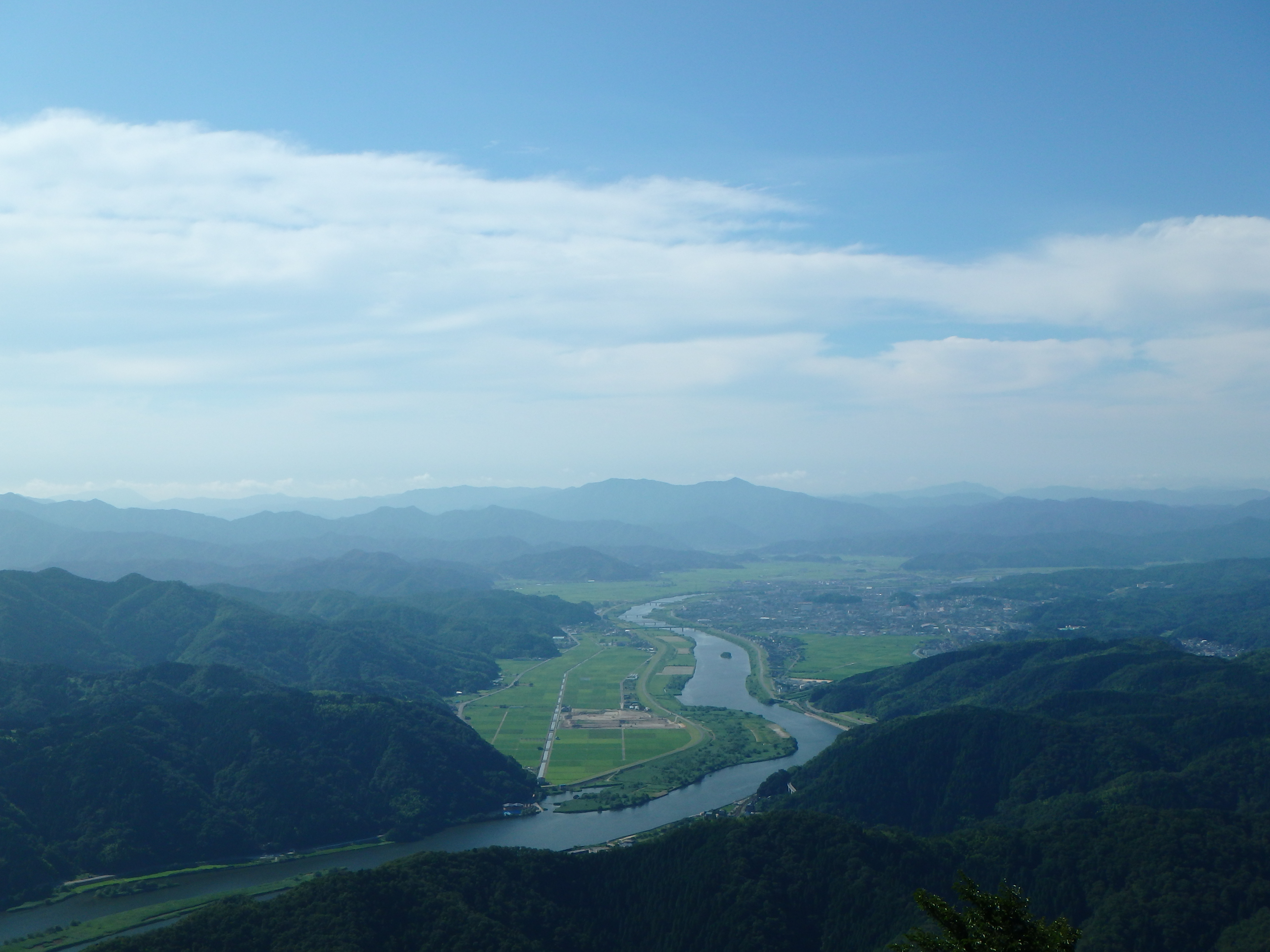
北北西の来日岳から
見た豊岡盆地

豊岡盆地（とよおかぼんち）は、兵庫県北東部に位置する盆地。但馬地方最大の盆地であり穀倉地帯である。

## 概要
豊岡市を中心とした南北約14km、東西約4kmと楕円形領域に広がる盆地で、周囲を300から500m程度の低い山地・丘陵に囲まれている。中央部を円山川が北流し、城崎を経て日本海に注いでいる。日本海から約15kmの内陸に位置するが、海抜は4mから6mと非常に低く、ひとたび川が増水すると冠水しやすい。
かつては黄沼前海（きのさきのうみ）と呼ばれる入り江であったと考えられている。入り江を示す遺跡としては豊岡盆地の北限にある玄武洞や東部の中谷貝塚（但馬地方最大の貝塚）が有名である。円山川と六方川に挟まれて拡がる平野は「六方田んぼ（ろっぽうたんぼ）」と呼ばれ、但馬地方随一の穀倉地帯となっている。
豊岡盆地は日本最後のコウノトリ（国の特別天然記念物）の生息地として知られ、世界でも類例のない野生復帰の取り組みにより、日本唯一のコウノトリの生息地となっている。また、日本有数の柳行李の産地として江戸時代に産業として確立したが、現在では日本有数の鞄産地として発展している。日本海側気候であり、夏季はフェーン現象の影響により気温が上昇しやすく、2010年（6 - 8月期）には猛暑日が32日と日本最多を記録した。
但馬の由来は豊岡盆地を指す「谷間」に由来するといわれている。

## 但馬地方の盆地
- 出石盆地 - 豊岡市出石町
- 和田山盆地 - 朝来市和田山町
- 山東盆地 - 朝来市山東町